# 平田秀一
平田 秀一（ひらた しゅういち、1961年12月25日 - ）は、日本の男性アニメーション美術監督である。
Production I.Gを経て、現在タロハウス所属。

## 美術監督作品
- 1989年 機動警察パトレイバー （2話）
- 1990年 ルパン三世 ヘミングウェイ・ペーパーの謎
- 1991年 おざなりダンジョン 風の塔
- 1992年 風の大陸
- 1993年 SDガンダム外伝 聖機兵物語
- 1994年 爆炎CAMPUSガードレス
- 1996年 X
- 1997年 音響生命体ノイズマン
- 2001年 メトロポリス （兼CGアートディレクター・キャラクター色彩設計・CGストラクチャーデザイン）
- 2004年 イノセンス （兼美術設定）
- 2005年 劇場版xxxHOLiC 真夏ノ夜ノ夢
- 2005年 テニスの王子様 -二人のサムライThe First Game-
- 2005年 キリンレモン77
- 2006年 シュヴァリエ 〜Le Chevalier D'Eon〜 （OP）
- 2007年 ASIENCE〜髪は女の命
- 2008年 バットマン ゴッサムナイト （克服できない痛み）
- 2009年 宮本武蔵 -双剣に馳せる夢-
- 2012年 NEXT A-Class

## 背景・美術・その他参加作品
- 1983年 亜空大作戦スラングル
- 1983年 ミームいろいろ夢の旅
- 1984年 あした天気になあれ
- 1986年 アリオン
- 1987年 シティーハンター
- 1988年 火垂るの墓
- 1989年 機動警察パトレイバー the Movie
- 1993年 機動警察パトレイバー 2 the Movie
- 1995年 GHOST IN THE SHELL / 攻殻機動隊
- 1995年 MEMORIES （彼女の想いで）
- 2000年 人狼 JIN-ROH
- 2001年 カウボーイビバップ 天国の扉
- 2004年 サクラ大戦V EPISODE 0〜荒野のサムライ娘〜
- 2006年 時をかける少女
- 2006年 銃とチョコレート （挿絵）
- 2007年 ゲゲゲの鬼太郎 （VFX）
- 2008年 GAZOO METAPOLIS （都市デザイン）
- 2008年 図書館戦争
- 2008年 RD 潜脳調査室 （美術協力）
- 2008年 ゲゲゲの鬼太郎 千年呪い歌 （VFX美術ボード）
- 2008年 KITE LIBERATOR （美術設定）
- 2008年 テガミバチ 〜光と青の幻想夜話〜 （美術設定）
- 2012年 PSYCHO-PASS サイコパス （美術設定）
- 2013年 翠星のガルガンティア